# Световен ден на IPv6
Световен ден на IPv6 (на английски: World IPv6 Day) се провежда на 8 юни 2011 г. като мероприятие за тестване готовността на световната Интернет общност за преход от протокол IPv4 към IPv6.

## Описание
На 8 юни 2011 г. от 00:00 по UTC водещите Интернет доставчици и компании, свързани с работата на Интернет, в продължение на 24 часа предоставят достъп паралелно по IPv4 и по IPv6.

## Участници
Организатори на Международния ден за IPv6 са Интернет Общество и няколко големи интернет доставчика. Общо участващите компании са над 400.
Сред участниците са:
- Google.
- Facebook.
- Yahoo!.
- Akamai.
- Limelight Networks.
- Cisco.
- Meebo.
- Genius.
- W3C.
- Universidad Nacional Autonoma de Mexico.
- Rensselaer Polytechnic Institute.
- NYI NET.
- Host Europe.
- Xiphiastec.
- Tom's Hardware.
- NUST School of Electrical Engineering and Computer Science.
- Twenga.
- Plurk.
- Terra (Бразилия).
- Jolokia Networks.
- Juniper Networks.
- Microsoft Bing.

### Руски компании
- Хостинг-Центр
- REG.RU
- СКБ Контур
- Джаббер РУ
- Яндекс
- Рамблер
- Мастерхост
- ТаймВэб
- Етайп

## Инициативи
Специално за случая FreeBSD и PC-BSD, с партньорството на iXsystems, публикуват тестови версии на своите операционни системи поддържащи само IPv6.
Европейската научноизследователска компютърна мрежа GEANT е изцяло съвместима с IPv6.
До този ден едва около 2% от целия трафик на данни по интернет е съвместим с IPv6.